# Pavona xarifae
Pavona xarifae är en korallart som beskrevs av Friedrich Frederick Scheer och Pillai 1974. Pavona xarifae ingår i släktet Pavona och familjen Agariciidae. IUCN kategoriserar arten globalt som otillräckligt studerad. Inga underarter finns listade i Catalogue of Life.